# Za sreću je potrebno troje (1985.)
Za sreću je potrebno troje, hrvatski dugometražni film iz 1985. godine.